# 阿斯基帕塔區
14°00′48″S 73°55′57″W / 14.0132°S 73.9326°W
阿斯基帕塔區（西班牙語：Distrito de Asquipata），是秘魯的一個區，位於該國中南部阿亞庫喬大區的維克托法哈多省，始建於1986年12月23日，面積70.7平方公里，海拔高度3,350米，2005年人口435，人口密度每平方公里6.2人。